# Danthonia boliviensis
Danthonia boliviensis är en gräsart som beskrevs av Stephen Andrew Renvoize. Danthonia boliviensis ingår i släktet knägrässläktet, och familjen gräs.
Artens utbredningsområde är Bolivia. Inga underarter finns listade i Catalogue of Life.